# Amazonides
Amazonides är ett släkte av fjärilar. Amazonides ingår i familjen nattflyn.

## Dottertaxa tillAmazonides, i alfabetisk ordning[1]
- Amazonides aleuca
- Amazonides ascia
- Amazonides asciodes
- Amazonides atrisigna
- Amazonides atrisignoides
- Amazonides axyliaesimilis
- Amazonides babaulti
- Amazonides basalis
- Amazonides berioi
- Amazonides bioculata
- Amazonides confluxa
- Amazonides dividens
- Amazonides dubiomeodes
- Amazonides dubium
- Amazonides ecstrigata
- Amazonides elaeopis
- Amazonides epipyria
- Amazonides ezanai
- Amazonides ferida
- Amazonides fumicolor
- Amazonides fumigera
- Amazonides fuscirufa
- Amazonides georgyi
- Amazonides griseofusca
- Amazonides hopkinsae
- Amazonides ikondae
- Amazonides intermedia
- Amazonides invertita
- Amazonides isopleuroides
- Amazonides jouanini
- Amazonides koffoleense
- Amazonides laheuderiae
- Amazonides menieri
- Amazonides nigra
- Amazonides nigroides
- Amazonides perspicua
- Amazonides perstriata
- Amazonides pseudasciodes
- Amazonides putrefacta
- Amazonides rubra
- Amazonides rufescens
- Amazonides ruficeps
- Amazonides rufomixta
- Amazonides rufulana
- Amazonides tabida
- Amazonides ungemachi
- Amazonides zarajakobi